# Aeroportul Manono
Aeroportul Manono (IATA: MNO, ICAO: FZRA) este un aeroport din Republica Democratică Congo ce deservește zona Manono.
Situat la o altitudine de 633,0696 m, aeroportul dispune de o singură pistă.